# Apostrophe (')
Pour les articles homonymes, voir Apostrophe.
Albums de Frank Zappa
Over-Nite Sensation
(1973) Roxy & Elsewhere
(1974)
Apostrophe (') est un album studio de Frank Zappa, sorti en 1974. Cet album est celui qui a plus de succès pour Zappa aux États-Unis, avec une 10e place au Billboard 200.

## Liste des chansons
| No | Titre                           | Auteur                        | Durée |
| -- | ------------------------------- | ----------------------------- | ----- |
| 1. | Don't Eat The Yellow Snow       | Frank Zappa                   | 2:07  |
| 2. | Nanook Rubs It                  | Zappa                         | 4:37  |
| 3. | St. Alfonzo's Pancake Breakfast | Zappa                         | 1:51  |
| 4. | Father O'Blivion                | Zappa                         | 2:18  |
| 5. | Cosmik Debris                   | Zappa                         | 4:13  |
| 6. | Excentrifugal Forz              | Zappa                         | 1:33  |
| 7. | Apostrophe'                     | Zappa, Jim Gordon, Jack Bruce | 5:50  |
| 8. | Uncle Remus                     | Zappa, George Duke            | 2:44  |
| 9. | Stink-Foot                      | Zappa                         | 6:34  |

## Musiciens
- Batterie : Jim Gordon, John Guerin, Aynsley Dunbar, Ralph Humphrey
- Basse : Jack Bruce, Erroneous, Tom Fowler, Frank Zappa
- Claviers : George Duke
- Violon : Sugar Cane Harris, Jean-Luc Ponty
- Percussions : Ruth Underwood
- Saxophone : Ian Underwood, Napoleon Murphy Brock
- Trompette : Sal Marquez
- Trombone : Bruce Fowler
- Chœurs : Ray Collins, Kerry McNabb, Susie Glover, George Duke, Debbie, Lynn, Napoleon Murphy Brock, Ruben Ladron De Guevara, Robert « Frog » Camarena
- Chant et guitares : Frank Zappa (excepté Tony Duran, guitare rythmique sur Apostrophe')

## Production
- Production : Frank Zappa
- Ingénierie : Kerry McNabb, Steve Desper, Terry Dunavan, Barry Keene, Bob Hughes
- Direction musicale et arrangements : Frank Zappa
- Conception pochette : Cal Shenkel
- Photo : Emerson Loew, Mark Aalyson

## Autour de l'album
Le morceau Uncle Remus doit son titre au personnage du même nom, une représentation raciste et stéréotypée des Afro-Américains très connue aux États-Unis, notamment par le film Mélodie du Sud de Walt Disney. Plusieurs années après des avancées majeures dans la déségrégation, Frank Zappa y propose une réflexion sur le chemin qu'il reste à faire.

### Parodie
La chanson Stink-Foot a été parodiée dans la bande dessinée française de Solé, Dister, et Gotlib, Pop et Rock et Colégram, sous le titre Panard'Shlingage.